# 周宝芬
周宝芬（1923年4月—2022年11月13日），男，广东开平人，中国实业家，曾任广州市政协副主席，第五、六、七、八届全国政协委员。